# 青海大学
青海大学，简称青大，肇始于1958年，创建于1960年，是一所综合性大学。1960年，青海工学院与青海农牧学院、青海医学院、青海财经学院合并为青海大学。
1997年10月,青海畜牧兽医学院并入青海大学。2001年1月, 青海省农林科学院、青海省畜牧兽医科学院、青海财经职业技术学院整建制划归青海大学。2004年,青海医学院并入青海大学,组建成新青海大学。2018年，入选“部省合建”建设高校。
青海大学是区域一流大学之一，是原“双一流A类”“211工程”建设大学，入选中西部高校基础能力建设工程。

## 历史沿革

### 建国初期
1958年，青海工学院成立。1960年11月, 青海工学院与青海农牧学院、青海医学院、青海财经学院合并为青海大学。

### 改革开放时期
1997年10月，青海畜牧兽医学院并入青海大学。2001年1月, 青海省农林科学院、青海省畜牧兽医科学院、青海财经职业技术学院整建制划归青海大学。2004年，青海医学院并入青海大学，组建成新青海大学。

## 文化传统

### 校徽
校徽以“青海大学”的英文字母“Q”和“U”为主要构图元素。

## 院系设置
青海大学目前设置16个二级教学单位。
- 财经学院
- 藏医学院
- 地质工程学院
- 化工学院
- 机械工程学院
- 计算机技术与应用学院
- 农牧学院
- 能源与电气工程学院
- 马克思主义学院
- 人文学院
- 数理学院
- 生态环境工程学院
- 土木水利学院
- 体育部
- 外国语学院
- 医学院